# Shifuku no Oto
Shifuku no Oto (シフクノオト) es el nombre del undécimo álbum de la banda japonesa de rock Mr. Children, este álbum fue lanzado al mercado el 7 de abril de 2004, contiene 12 tracks en sus ediciones normal y limitada, este álbum fue el segundo más vendido de ese año en Japón según el Oricon Chart.
Este es el primer álbum de Mr.Children escrito en katakana, el nombre del álbum a simple vista puede tener más de un significado, esto se debe a la connotación de la palabra shifuku, que significa «felicidad», pero a la vez en sus significados alternativos se refiere a prendas de vestir íntimas (como sostenes, calzoncillos, etc), sin embargo banda, al ser preguntada acerca del nombre del álbum ha dejado en claro que Shifuku no Oto significa en español El sonido de la felicidad.
Debido a la gran difusión televisiva y radial de los temas de este álbum, Mr. Children sumó muchos fanes con esta nueva producción, esto en parte también fue provocado por el éxito en los Charts de temas como «Kurumi» y «HERO».

## Datos del álbum
En primera instancia este álbum iba a ser titulado Comic, la producción del álbum demoro dos años (esto se debió al derrame cerebral que sufrió el vocalista de la banda, Kazutoshi Sakurai, el año 2002), fue producido por Takeshi Kobayashi, los temas fueron compuestos y escritos por Kazutoshi Sakurai e interpretados por Mr.Children y Takeshi Kobayashi.
El artwork del álbum fue diseñado por Ko Ishikawa y Yoshiki Okuse, mientras que el director artístico y los dibujos del lbum fueron hechos por Kashiwa Sato, los tres integrantes de la empresa de diseño gráfico SAMURAI. Sato ha diseñado los artworks de variados artistas japoneses como SMAP, entre otros. 
La cubierta del álbum está llena de dibujos que parecieran haber sido hecho por niños, en la cara principal aparece el nombre de la banda escrita con distintos lápices de colores, en la contratapa del álbum aparece escrito con grafito el nombre del álbum, por dentro aparecen variadas fotos tomadas por los miembros de la banda. Las letras de los temas y el detalle del álbum viene incluido en un cancionero de papel negro y letras plateadas.
La edición limitada de este álbum contiene como regalo un DVD con parte de la producción de este álbum, además de una extensa entrevista con los integrantes de la banda, el período que abarca el DVD es de mayo de 2003 hasta febrero de 2004 y contiene la mezcla y grabación de los temas «Tagatame», «Kurumi», «Hana Kotoba», «Pink~Kimyounayume» y «Tencho Bus».

## Lista de canciones
1. «Iwasete Mitee Monda»
2. «PADDLE»
3. «Tenohira»
4. «Kurumi»
5. «Hana Kotoba»
6. «Pink~Kimyounayume»
7. «Chi no Kuda»
8. «Karakaze no Kariemichi»
9. «Any»
10. «Tencho Bus»
11. «Tagatame»
12. «HERO»

Los temas incluidos en el álbum, que fueron difundidos a través de singles, televisión o radio fueron: «Any», «Kurumi», «HERO», «PADDLE» (los tres primeros temas fueron parte de singles excepto «PADDLE» y fueron usados por la compañía telefónica NTT para los comerciales de su línea de celulares DoCoMo), «Tagatame» (usado por la empresa Nissin para los comerciales de su producto Cup Noodle NO Border, además de ser usado por la Cruz Roja en una de sus exposiciones en Japón) y «Tenohira» (que es parte del sencillo Tenohira/Kurumi)
Aparte de los temas que aparecen en el álbum, también fueron grabados en ese período los temas «I'm Sorry» (C/W del sencillo «Any») y «Bokuga Boku Dear Uta Meni» (incluido en el álbum BLUE ~A Tribute to Yutaka Ozaki)
- Datos: Q602897